# Pearsall Ridge
Pearsall Ridge ist ein überwiegend vereister Gebirgskamm im ostantarktischen Viktorialand. Er erstreckt sich von der Royal Society Range in ostnordöstlicher Richtung zwischen dem Descent-Pass und dem Covert-Gletscher.
Das Advisory Committee on Antarctic Names benannte ihn 1992 nach dem US-amerikanischen Kartographen Richard A. Pearsall vom United States Geological Survey, der als Geodät zwischen 1979 und 1980 im Ellsworthgebirge tätig war und zudem in jener Zeit auf der Amundsen-Scott-Südpolstation an den Arbeiten zur exakten Bestimmung des geografischen Südpols beteiligt war.